# Torre dei Magalotti
La torre dei Magalotti è un edificio storico del centro di Firenze, situato in angolo tra Borgo dei Greci 19 e via del Parlagio.

## Storia e descrizione
La casa mostra gli esiti di un intervento di restauro degli anni settanta, che ha messo in luce i resti di una costruzione trecentesca che Bargellini e Guarnieri hanno ipotizzato riconducibile a una torre dei Magalotti. In effetti, come ricorda una lapide poco lontano in Borgo dei Greci, qui si trovavano proprietà di questa e della famiglia Mancini, atterrate per fare posto alla grande fabbrica dei Filippini che estende il proprio fronte su piazza San Firenze.
Notevoli gli aggetti su mensole detti "sporti" (in parte in pietra in parte in legno) che danno su via del Parlagio, creando un articolato sistema di volumi.